# Hotel Berlin (Film)
Hotel Berlin ist ein US-amerikanisches Spielfilmmelodram von Peter Godfrey mit Raymond Massey, Peter Lorre, Helmut Dantine, Andrea King und Faye Emerson in den Hauptrollen. Der Film ist eine Weiterentwicklung von Vicki Baums berühmten Roman Menschen im Hotel und basiert auf der Fortsetzung Hotel Berlin ‘43, ebenfalls aus der Feder Baums.

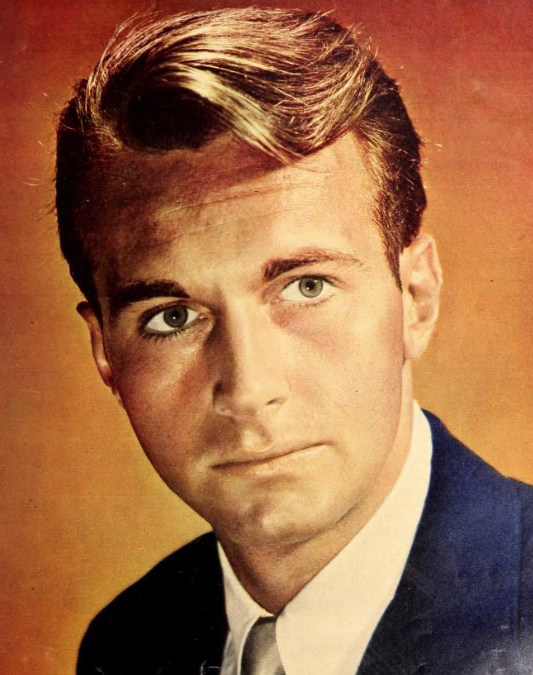
Hauptdarsteller Helmut Dantine, zumeist abonniert auf Nazis in US-Propagandafilmen der 1940er Jahre, spielte in diesem Film ausnahmsweise einen positiven Charakter

## Handlung
Berlin, in der Endphase des Zweiten Weltkriegs: Das Luxushotel Berlin hat seine einstige Eleganz weitgehend gegen „Feldgrau“ eintauschen müssen und ist nunmehr Treff- und Sammelpunkt von allerlei Gästen, wie sie verschiedener nicht sein könnten: Hohe Militärs und Spione, Widerstandskämpfer und überzeugte Nazis, einer lavierenden Schauspielerin mit Filmstarambitionen und einem Flüchtling aus dem Konzentrationslager Dachau.
Dieser Flüchtling, der sich dem antinazistischen Widerstand angeschlossen hat, heißt Dr. Martin Richter und versucht, mit Hilfe einiger Angestellter im Hotel Berlin unterzutauchen. Er wird gejagt und gesucht von einem 150-prozentigen Parteigänger namens Joachim Helm. Helm hat hier sein Hauptquartier aufgeschlagen, weil er den Ausbrecher in der Nähe wähnt. Ebenfalls im Hotel Berlin untergekommen ist der einstige Nobelpreisträger Professor Johannes König, ein Freund und Mitgefangener Richters. Um nicht aufzufallen, verdingt sich der junge Richter als Hotelkellner und bedient in diesem Zusammenhang auch die junge, vom Regime hofierte Schauspielerin Lisa Dorn. Lisa glaubt anfänglich, bei Richter müsse es sich um einen Gestapo-Konfidenten handeln, der sie wie diverse andere Gäste überwachen soll. Ebenfalls abgestiegen sind einige ranghohe NS-Offiziere, die angesichts einer nicht mehr auszuschließenden Niederlage des Reichs bereits erste Absetzbewegungen planen. Angedacht wird der Diebstahl eines U-Bootes, mit dem man bis nach Südamerika kommen könnte. Ein weiterer Hotelgast ist Armin van Dahnwitz, der einst an einem Attentat auf Hitler teilgenommen hatte und nun ebenfalls hier unterzutauchen versucht. Ein Freund aus seinen Standeskreisen, der hagere und eisig kalte Baron von Stetten, empfiehlt ihm, einem der letzten Verschwörer, die noch nicht gefasst wurden, einen ehrenvollen Abgang: Dahnwitz solle sich das Leben nehmen, am besten noch in den nächsten 24 Stunden, ehe das Regime seiner habhaft werden könnte und kurzen Prozess mit ihm machen würde.
Doch Dahnwitz denkt nicht daran. Er will sich nach dem Krieg eine Zukunft mit Lisa aufbauen und plant daher, mit seinem Flugzeug und ihr heimlich nach Schweden zu entkommen. Lisa ist jedoch nicht willens, denn sie glaubt noch immer an den „Endsieg“ und ihre große Filmkarriere daheim in Berlin und lehnt auch Dahnwitzens Heiratsantrag ab. Derweil wird die Situation im Hotel Berlin für den falschen Kellner Richter immer gefährlicher. Einer seiner Helfershelfer unter den Hotelangestellten ist verhaftet worden, daher will sich Richter unbedingt absetzen. Lisa enttarnt seine wahre Identität, verrät ihn aber zunächst nicht. Er verspricht ihr, mit Hilfe seiner Widerstandsfreunde aus dem kriegsversehrten Berlin zu entkommen, wenn sie sich bereit zeige, wiederum ihm aus dem Hotel herauszuhelfen. Als Lisa zu ihrer Vorstellung ins Theater fort muss, kriecht Richter aus ihrem Hotelzimmerfenster heraus und sucht bei seinem alten Bekannten aus gemeinsamen Dachauer Tagen, Prof. König, Unterschlupf. Von diesem erfährt er, dass die Nazis unter der Führung Baron von Stettens, der sich gleichfalls aus Berlin absetzen will, ihm angeboten hätten, für ihn in Südamerika ein umfangreiches Labor einzurichten. König ahnt nicht, dass er, als Verfolgter des Regimes, später lediglich als Feigenblatt für neue Umtriebe deutscher Altnazis in Südamerika dienen soll.
Tillie Weiler ist eine weitere zentrale Persönlichkeit im Ränkespiel rund um das Hotel Berlin. Die schöne junge Frau arbeitet als Hostess im Hotel und soll für das Regime Augen und Ohren offen halten. Während sich König und Richter unterhalten, durchsucht sie Lisas Suite und entdeckt dort die Jacke eines Kellners, die Richter bei seinem Besuch zurückgelassen hat. Sofort denunziert Tillie den Flüchtigen und erhofft sich eine Belohnung von Helm, doch der lässt sie mit leeren Händen gehen. Als sie enttäuscht Helms Büro verlässt, stößt Tillie Weiler auf Frau Baruch, die Mutter von Max, ihres einstigen jüdischen Arbeitgebers und Bräutigams. Frau Baruch, die Tillie abfangen wollte, erzählt ihr, dass Max das KZ, in das er gesteckt wurde, überlebt habe und von den Amerikanern befreit worden sei. Tillie beginnt umzudenken, sie hat Max nicht vergessen können. Als Lisa Dorn in ihr Zimmer zurückkehrt, entdeckt sie Martin Richter, der in einer Nazi-Uniform steckt. So hofft er, mit Lisas Hilfe unbemerkt das Hotel verlassen zu können. Der am Zimmer vorbeigehende Nazi Helm lauscht an Lisas Tür und tritt triumphierend ein. Es kommt augenblicklich zu einem Zweikampf der beiden Männer, bei dem Richter Helm tötet. In der Zwischenzeit sieht van Dahnwitz keine Chance mehr, einer Verhaftung zu entgehen und erschießt sich, wie es ihm von Stetten zuvor geraten hatte. Als das Hotel auf der Suche nach dem verschwundenen Joachim Helm durchsucht wird, findet man dessen Leiche im Fahrstuhlschacht. Eine Reihe von SS-Leuten umstellen daraufhin das Hotel Berlin.
Um Richter aus dem Haus schmuggeln zu können, soll er einen Betrunkenen in SS-Uniform geben, der von Lisa gestützt wird. So der Plan, an dem Lisas Bewunderer Major Kauders unwissentlich teilhaben soll. Doch Baron von Stetten teilt der Schauspielerin mit, dass Helms Leiche gefunden wurde und man sie verdächtigen würde, den regimetreuen Nazi ermordet zu haben. Daraufhin bietet Lisa ihrem Ansprechpartner von Stetten einen Handel an: Sie werde Martin Richter verraten, wenn man ihr freies Geleit und die Ausreise ins Ausland garantieren würde. Doch dazu kommt es nicht mehr: Richters Freunde vom Widerstand entführen Lisa und bringen sie in ihr Hauptquartier, wo bereits Tillie, Frau Baruch und Prof. König, der sich nun doch entschlossen hat, das Angebot der Nazis für Südamerika auszuschlagen, auf sie warten. Als Richter von Lisas schnödem Verratsversuch erfährt, erschießt er sie trotz all ihrer Erklärungsversuche für ihr Handeln. Als führende Nazis das Hotel Berlin verlassen wollen, überfliegt in diesem Augenblick eine alliierte Bomberstaffel das Gebäude und wirft ihre todbringende Last ab.

## Produktionsnotizen
Die Dreharbeiten begannen am 15. November 1944 und endeten am 15. Januar 1945. Die Uraufführung des Films fand am 2. März 1945 statt. Die deutsche Premiere war als Original mit Untertiteln im Februar 1977 im Rahmen des 1940er-Jahre-Filmreihe „Hollywood und die Nazis“.
Der Film kostete 940.000 Dollar und spielte 2.840.000 Dollar ein. Damit galt Hotel Berlin als großer Kassenerfolg.
Warner Bros.-Chef Jack L. Warner übernahm hier die Herstellungsleitung, Leo F. Forbstein die musikalische Leitung. John Hughes entwarf die Filmbauten, die Exilantin und Schauspielerin Trude Berliner wirkte bei diesem Film als Dialog Coach.

## Kritiken
Starkritiker James Agee sah in dem Film die „schwerstmögliche Routine bei Warners politischen Melodramen, vollgestopft mit sympathischen Veteranen“.
Im Lexikon des internationalen Films heißt es: „In einer Fülle kleiner und kleinster Szenen sowie unterschiedlichster Charaktere entfaltet sich ein facettenreiches, wenngleich völlig synthetisches Bild der Götterdämmerung des Dritten Reichs. (…) Zwar erdrückt die übertriebene Fülle des Inhalts Film und Zuschauer gleichermaßen, immerhin aber ist er mit viel Routine passabel inszeniert und gespielt.“

„Gute Besetzung macht das Ganze allgemein interessant.“

„Nach fünf Jahren des totalen Krieges kann dieser Blick auf das Leben der anderen Seite kaum fehlschlagen, unglaubwürdig zu sein, aber die Schauspieler gehen frohgemut in die melodramatischen Momente.“